# Eurytoma fuscipennis
Eurytoma fuscipennis är en stekelart som först beskrevs av Girault 1913.  Eurytoma fuscipennis ingår i släktet Eurytoma och familjen kragglanssteklar. Inga underarter finns listade i Catalogue of Life.